# Gioco reale di Ur
Il gioco reale di Ur (anche tavola reale di Ur o gioco delle venti caselle) è un antico gioco da tavolo originario della Mesopotamia e risalente alla prima metà del III millennio a.C., ed è per questo considerato uno dei più antichi giochi della storia dell'umanità.
La sua riscoperta avvenne quando alcune tavole furono ritrovate nelle tombe reali di Ur dall'archeologo Leonard Woolley negli anni venti del XX secolo, che le datò tra il 3000 a.C. e il 2500 a.C. Una tavola da gioco simile e realizzata in legno è stata ritrovata negli scavi di Shahr-i Sokhta, nell'Iran meridionale, testimoniando quindi l'ampia diffusione e popolarità del gioco durante l'epoca antica.
Insieme al senet, di cui fu un derivato o più probabilmente l'ispiratore, è considerato uno degli antenati del moderno backgammon e dei giochi dal funzionamento simile. In realtà la vera natura del gioco non è stata ancora del tutto appurata, e potrebbe trattarsi piuttosto di uno strumento divinatorio, o comunque di un oggetto derivato dalle pratiche religiose sumere, in seguito emancipatosi dalla funzione originaria per divenire un semplice passatempo.

## Storia

### Origine e diffusione

Schema della tavola da gioco nel III millennio a.C.; sono evidenziate le cinque rosette ricorrenti nei vari reperti rinvenuti

Non c'è certezza sul reale luogo di origine del gioco. Mentre la maggior parte dei reperti originali è stata trovata in Mesopotamia, alcuni scavi effettuati a partire dagli anni 1970 hanno portato alla luce una copia del gioco egualmente antica anche a Shahr-i Sokhta, in Iran, segno che potrebbe invece far propendere per un'origine persiana. Entrambi i modelli, per le loro somiglianze, sono comunque una notevole testimonianza degli scambi e delle relazioni che intercorrevano tra la Mesopotamia e la Persia del periodo.
Il gioco ha raggiunto una popolarità immensa, tanto che copie risalenti ai millenni successivi sono state rinvenute in tutto il Medio Oriente, come anche in Anatolia, a Cipro e in Grecia, segno della progressiva ed enorme diffusione del gioco. Anche se in assenza della tavola, alcuni dadi e pedine dello stesso periodo riconducibili al gioco reale di Ur sono stati scoperti nella regione del Belucistan, a Harappa, a Mohenjo-Daro e nel resto della valle dell'Indo. Nelle lettere di Amarna del XIV secolo a.C. il re di Mitanni Tushratta afferma di aver inviato al faraone d'Egitto «cinque cani d'oro e cinque cani d'argento» come dono, probabilmente riferendosi ai pezzi del gioco. Nell'Antico Egitto il gioco andò incontro a un'evoluzione, che fece quindi nascere la variante locale del Tau, i cui ritrovamenti più antichi sono datati al XVI secolo a.C.
Nell'Antico Egitto il Tau coesistette col senet, altro passatempo molto diffuso all'epoca. La struttura e il funzionamento simile (entrambi sono giochi di percorso in cui i giocatori devono far eseguire alle pedine una strada tortuosa) hanno portato alcuni studiosi a ritenere che i due giochi fossero collegati e che l'uno si sia evoluto dall'altro, ma non è ancora stato possibile determinare quale fosse la versione originaria, poiché i ritrovamenti più antichi di entrambi i giochi risalgono allo stesso periodo (prima metà del III millennio a.C.). Il fatto che le pedine fossero le stesse per entrambi i giochi (di solito figurine geometriche o stilizzate) e che entrambe le loro griglie fossero decorate con motivi simili rafforzerebbe l'ipotesi di una loro parentela.

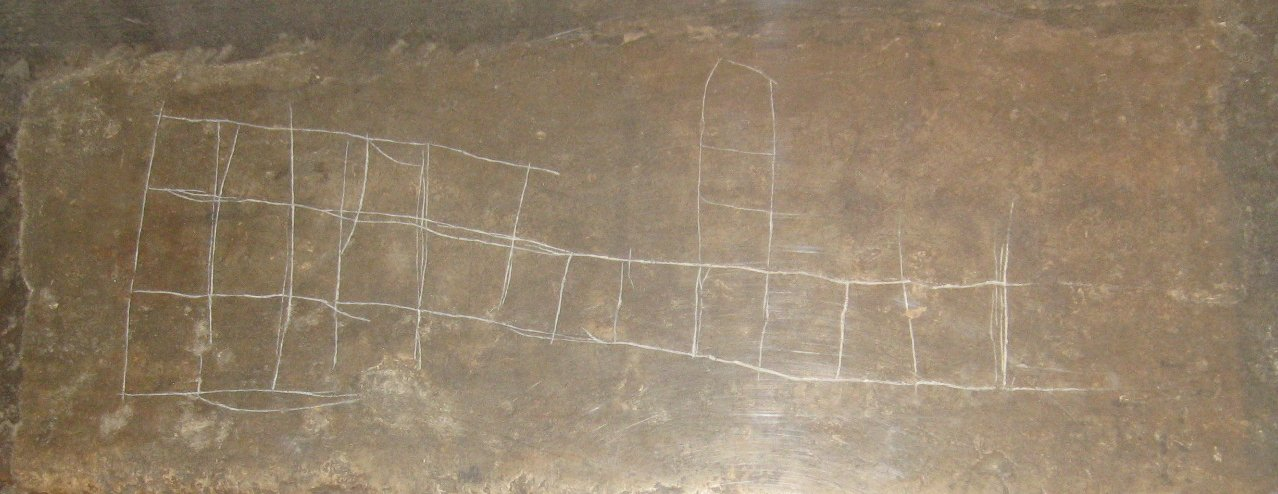
Tavola da gioco incisa nel palazzo reale assiro

Il gioco rimase popolare in Medio Oriente durante tutta l'antichità, venendo ancora citato al tempo dell'Impero assiro in una lettera al re Assurbanipal (VII secolo a.C.) e in seguito durante il dominio seleucide (II secolo a.C.). Dopo studi approfonditi, un graffito presente nel palazzo reale assiro di Khorsabad e oggi conservato al British Museum è risultato essere una variante della tavola reale, probabilmente incisa dai soldati per trascorrere i lunghi turni di guardia durante il regno di Sargon II (tardo VIII secolo a.C.).
Non c'è assoluta certezza su cause e tempistiche del declino del gioco reale di Ur. A partire dall'inizio del I millennio andò scomparendo, soppiantato dal più semplice e agevole backgammon, una sua variante sviluppatasi col tempo, per poi svanire del tutto tra la tarda antichità e l'Alto Medioevo per l'avvento di giochi come gli scacchi e la dama in Occidente e il go in Oriente. Solo presso gli ebrei di Cochin, un ristretto gruppo immigrato nell'omonimo regno indiano, la memoria del gioco si conservò pressoché inalterata, e il passatempo era ancora praticato all'inizio del XX secolo in una versione chiamata Aasha con dodici pedine per giocatore. Questa versione del gioco declinò irreversibilmente fino a scomparire con l'immigrazione della maggior parte degli ebrei da Cochin in Israele durante gli anni 1950, ma è stata successivamente recuperata grazie alle ricerche del professor Irving Finkel.

### Ritrovamenti moderni
Il gioco venne rinvenuto per la prima volta durante gli scavi effettuati da sir Leonard Woolley, operante per conto del British Museum e dell'Università della Pennsylvania, nel cimitero reale di Ur tra il 1926 e il 1930, e fu proprio in conseguenza di questa scoperta che fu battezzato "gioco reale di Ur", essendo il suo nome originario ignoto. Durante le ricerche l'archeologo rinvenne tre tavolette complete, più i resti di altre due e varie pedine spaiate, che facevano probabilmente parte dei corredi funebri degli inumati. I reperti ritrovati si distinguevano in particolare per la loro ricchezza, in quanto fabbricati con materiali di pregio come lapislazzuli, corniola e conchiglie.

Schema della tavola da gioco nel II e I millennio a.C., col quadrante finale allungato

La copia del gioco ritrovata a Shahr-i Sokhta è molto simile a quelle mesopotamiche, distinguendosi tuttavia per la sua particolare foggia: le caselle non sono infatti riquadrate normalmente, bensì disegnate dalle spire di un lungo serpente arrotolato su sé stesso e inciso lungo tutta la lunghezza della tavola. In questo caso i dadi e le pedine non sono stati rinvenuti dentro il gioco, bensì in un cestino inumato presso i resti della zona pelvica del defunto.
Esisterebbe anche una scoperta antecedente a quella di Woolley: nel 1922 Howard Carter, all'interno della tomba di Tutankhamon, aveva rinvenuto quattro tavole da gioco, in un primo momento ritenute da senet. In realtà, in seguito ad analisi successive, si è riscontrato piuttosto una corrispondenza col Tau, e quindi col gioco reale di Ur.

## Struttura
La maggior parte delle copie risalenti al III millennio a.C. presentano tutte la stessa struttura uniforme, costituita da due quadranti principali di 4x3 e 2x3 caselle, congiunte da uno stretto "ponte" centrale di 1x2, per un totale di venti caselle (da cui anche il nome alternativo "gioco delle venti caselle"). Le versioni cronologicamente più recenti della tavola reale, come ad esempio il Tau egizio, presentano una struttura leggermente diversa, col quadrante 2x3 evolutosi in una continuazione del ponte centrale, conferendo così al gioco una forma più allungata e probabilmente un livello di difficoltà maggiore.

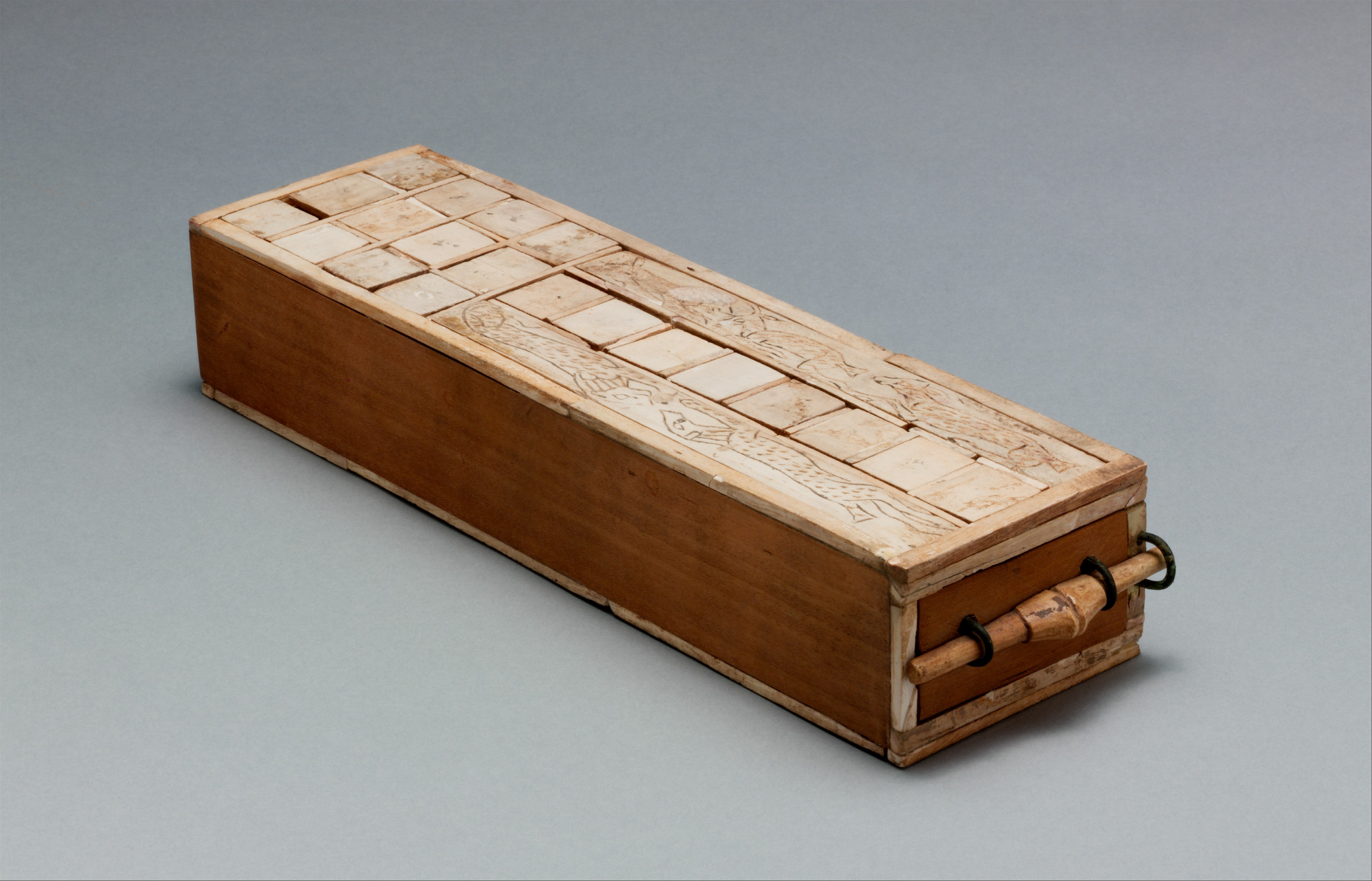
Tavola cava lignea da Tau decorata con animali (II millennio a.C.)

Le caselle del gioco sono di solito variamente intarsiate con motivi geometrici, floreali o animali; è tuttora ignoto se ciò sia a scopo puramente decorativo oppure in funzione delle regole della tavola reale, a oggi perdute, ed è possibile che i motivi di decorazione influenzassero l'andamento della partita a seconda di ciò che rappresentavano. L'unica eccezione paiono essere le cinque rosette, che generalmente figurano sempre nelle stesse posizioni: due all'estrema destra, una al centro e due all'estrema sinistra.
I pezzi della tavola reale sono cinque o sette per ciascun giocatore, bianchi o neri e anch'essi variamente decorati, e anche in questo caso è incerto se ciò influenzasse l'andamento del gioco o fosse solo un fattore estetico per distinguerne l'appartenenza ai vari giocatori. Essi venivano mossi tramite il lancio di alcuni dadi tetraedrici (fino a tre per ciascun giocatore), spesso astragali di pecora oppure di bue e anch'essi impreziositi da vari materiali, oppure dei semplici bastoncini riquadrati. I dadi avevano la particolarità di essere numerati dall'1 al 5, saltando il 4 e potendo quindi ottenere combinati un risultato fino al 10, con due valori esclusi: 1 perché impossibile essendo i dadi sempre tirati in numero maggiore di 1, e 9 perché non presente alcuna combinazione in grado di dare questo risultato. In caso di dadi più semplici senza numerazione incisa, i risultati dei lanci erano decisi dall'intarsiatura, potendo quindi accumulare un punteggio variabile per tiro a seconda del numero di lati intarsiati rivolti verso l'alto dopo il lancio.
La tavola da gioco era generalmente cava, in modo da contenere al suo interno i dadi e le pedine. Altro accessorio del gioco potevano essere delle specie di fiches, di cui ne sono state rinvenute ventuno all'interno di una copia del gioco e che probabilmente fungevano da sostitute per il denaro vero. Nel caso specifico del Tau, esistono diverse tavolette sul cui retro è presente anche una seconda griglia di trenta caselle per giocare a senet.

## Modalità di gioco

### Ricostruzione delle regole di gioco
A oggi le modalità di gioco originarie sono a tutti gli effetti sconosciute. Diversi studiosi hanno presentato delle ipotesi sulle possibili regole di gioco sulla base dei componenti ritrovati.

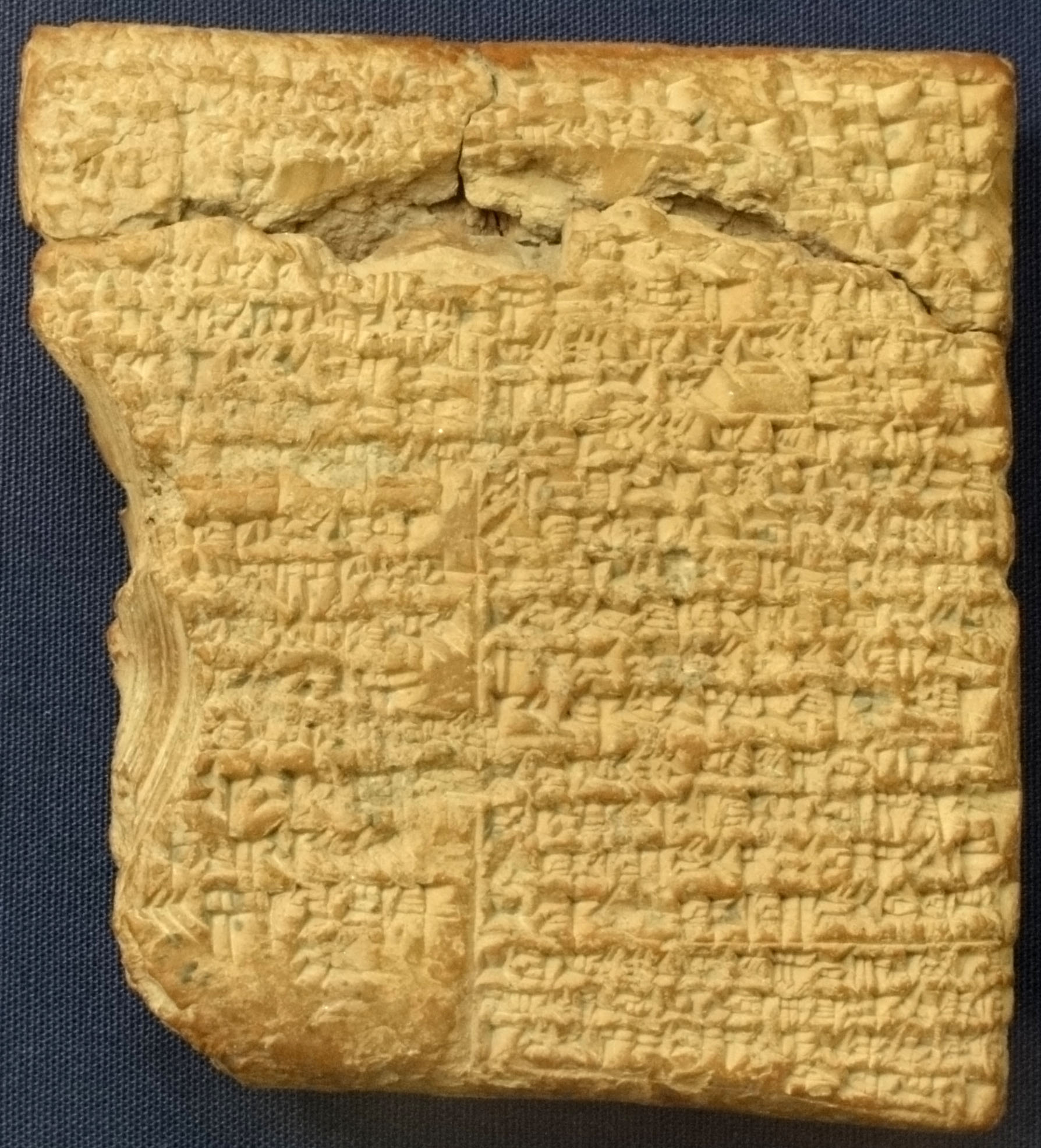
Una faccia della tavoletta BM 3333B

Una ricostruzione molto dettagliata è stata avanzata all'inizio degli anni 1980 dal professor Irving Finkel, curatore del British Museum ed esperto di incisioni cuneiformi, sulla base dell'analisi di due tavolette incise in scrittura cuneiforme e sulle ipotesi avanzate da Robert C. Bell nel suo volume Board and Table Games from Many Civilizations. La prima delle tavolette, identificata come BM 33333B, risale all'incirca al 177 a.C. ed è stata incisa il 3 novembre di quell'anno dallo scriba babilonese Itti-Marduk-balāțu, copiando una tavoletta appartenente a Iddin-Bēl, uno studioso di un'altra famiglia; essa è stata ritrovata nel 1880 nelle rovine di Babilonia e quindi ceduta al British Museum, e a oggi rappresenta il più antico regolamento di gioco conosciuto esistente. La seconda tavoletta, identificata come DLB e facente parte della collezione privata del conte Aymar de Liedekerke-Beaufort, andò distrutta nella prima guerra mondiale, ma si salvarono le foto dettagliate che ne erano state fatte. Questa tavoletta non è datata, ma è stata valutata risalente a qualche secolo prima della tavoletta babilonese e probabilmente proveniente dalla città di Uruk.
Entrambe le tavolette riportano su una faccia una griglia di linee orizzontali, verticali e diagonali che la dividono in dodici caselle, a loro volta contenenti un rombo affiancato da sei triangoli. Ogni zona reca l'iscrizione di uno o più caratteri cuneiformi e il rombo centrale contiene uno dei simboli dello zodiaco - questi forniscono l'ordine di lettura delle caselle. Un'iscrizione presente sul lato della seconda tavoletta indica che il suo contenuto è relativo a un gioco il cui nome si può tradurre come "branco di cani" (mēlultu in babilonese).

Possibile percorso da intraprendere per i due giocatori secondo Finkel, con la colonna centrale condivisa e quindi contesa

Secondo la ricostruzione di Finkel si tratta di un gioco di percorso e d'azzardo, in cui i giocatori devono far entrare le proprie pedine da una casella della tavola e percorrerla tutta fino all'uscita. Ogni pedina (cinque nella versione analizzata da Finkel) esprime simbolicamente le mosse di altrettanti uccelli: la rondine, l'uccello della tempesta (probabilmente una rappresentazione del popolare dio Anzû), il corvo, il gallo e l'aquila; ogni "uccello" è associato a un aspetto della vita, che l'andamento del gioco e i movimenti della pedina simbolizzerebbero e potrebbero quindi influenzare.
Il percorso di gioco ricostruito da Finkel comincia per entrambi i giocatori nelle semicolonne opposte del grande quadrante, per poi sovrapporsi nella colonna centrale e nel ponte, che quindi è "territorio conteso" e vedrà i giocatori contenderselo; una volta superata la colonna centrale, le pedine avversarie svoltano da parti opposte all'interno del piccolo quadrante, potendo quindi uscire dalla tavola di gioco ed essere contate come punti vinti. Il numero di caselle percorse viene determinato dal lancio dei dadi; quando una pedina raggiunge una casella già occupata da un pezzo avversario, lo costringe a dover ricominciare il percorso dall'inizio. Le rosette fisse influenzerebbero il percorso delle pedine, sia in positivo sia in negativo: se un pezzo salta una delle caselle contrassegnate con una rosetta il giocatore deve pagare una posta alla cassa, mentre se la occupa ritira una posta; infine, quando un pezzo si trova su una casella con una rosetta, è salvo e non può essere obbligato a ricominciare il percorso. Per Finkel inoltre i dadi avrebbero potuto avere un valore non solamente numerico, ma anche autorizzativo: usati spesso alternativamente d'osso di pecora e bue, il primo sarebbe servito a determinare un risultato parziale, mentre il secondo a concedere un eventuale raddoppio o ripetizione del tiro.

Possibile percorso da intraprendere per i due giocatori secondo Murray, con non solo la colonna centrale condivisa, ma anche il quadrante più piccolo

Il numero di mosse necessarie per percorrere la tavola proposto da Finkel è tuttavia parso ad alcuni come troppo ridotto (basterebbero infatti due tiri fortunati per far fare un giro completo a una pedina), e lo storico H. J. R. Murray ha proposto un percorso alternativo. Secondo Murray le pedine non si limitavano a condividere la colonna centrale, bensì anche il quadrante più piccolo, dovendo poi tornare indietro e uscire dal fondo del quadrante più grande, seguendo in buona parte lo stesso percorso e rendendo così il gioco molto più lungo, difficile e complesso.
Grazie alle ricostruzioni effettuate e in parte basandosi anche sulle regole del moderno backgammon, il gioco reale di Ur viene tuttora commercializzato e giocato internazionalmente. Quando il campione mondiale di scacchi Garry Kasparov si recò in visita al British Museum, Finkel gli donò una copia della tavola reale, e nel periodo successivo Kasparov sfidò a Mosca il campione francese di scacchi a una prolungata sessione del gioco reale di Ur, perdendo 36 partite e vincendone 29.

### Possibile funzione divinatoria
Data l'incertezza sull'effettivo funzionamento del gioco, a partire dalla metà del XX secolo è stato supposto che la tavola reale avesse anche una funzione divinatoria, e che ogni casella variamente decorata corrispondesse a una certa risposta alle domande poste dal sacerdote durante una divinazione. Ciò sarebbe corroborato dal fatto che, di norma, durante le normali attività divinatorie come lo studio delle viscere animali, le domande poste dagli indovini fossero in genere venti, proprio come il numero di caselle del gioco. Il venti era inoltre un numero sacro collegato al dio del Sole Šamaš, a cui è possibile che il gioco fosse consacrato.
È stata inoltre riscontrata una notevole somiglianza tra la tavola da gioco e i modelli d'argilla di fegati animali conservati dai Sumeri come testimonianza delle divinazioni avvenute. È stato ipotizzato che all'origine del gioco ci fosse proprio un fegato animale stilizzato, usato dagli apprendisti indovini per praticare la propria arte, e che solo in seguito si sarebbe evoluto in un passatempo con pochi o nulli connotati religiosi. Modelli di fegato rinvenuti in Medio Oriente, recanti incisioni di tavole molto simili a quella del gioco, conferirebbero veridicità a questa teoria; è stato inoltre ipotizzato che ogni tavola reale venisse commissionata e realizzata in seguito a una divinazione.
Irving Finkel, analizzando la tavoletta DLB e corrispondenti copie del gioco, ha notato che spesso il quadrante 4x3 è decorato con immagini riconducibili allo zodiaco; sulla tavoletta DLB è riportato una sorta di oroscopo, un elenco di dodici iscrizioni afferenti a ciascun segno zodiacale, motivo per cui ha supposto che reperti come quello potessero essere utilizzati congiuntamente al gioco per interpretarne i risultati. Mancano comunque prove definitive a sostegno di questa tesi, e la vera natura del gioco è a oggi ancora incerta.

### Annotazioni
1. ↑  Le regole originali sono andate perdute, quindi in tempi recenti si è tentato di proporne di nuove. Per un regolamento moderno dettagliato, cfr. Botermans 2006, pp. 714-721.
2. 1 2  L'uso del termine per "cane" in riferimento al gioco era comune in molte lingue antiche come demotico, greco antico, ebraico e arabo. Cfr. Finkel 2007, p. 23.
3. ↑  Senet significherebbe "passaggio" in demotico, in riferimento al passaggio delle pedine ma anche al passaggio delle anime dei defunti, poiché anche il senet possedeva funzioni religiose. Cfr. (EN) Anne-Elizabeth Dunn-Vaturi, Board Games from Ancient Egypt and the Near East, su metmuseum.org, ottobre 2018. e Donovan 2017, pp. 11-13.
4. ↑   Per Becker è plausibile che figure come animali pacifici e rosette avessero un significato positivo, mentre altre come occhi e animali combattenti uno negativo, mentre altre raffigurazioni avrebbero potuto essere neutre. Cfr. Becker 2007, p. 12.
5. ↑  Esiste una tavoletta incisa in babilonese cuneiforme (reperto BM) che parrebbe riportare le regole del gioco e le funzioni dei vari pezzi, ma è scritta in linguaggio talmente oscuro che gli studiosi non sono ancora riusciti a interpretarla correttamente. Cfr. Finkel 2007, pp. 19-20.
6. ↑  Sembra che mentre a Ur fosse rimasta in voga la versione con sette pedine per ciascun giocatore, nel resto del mondo antico si fosse diffusa una modalità di gioco semplificata con cinque pezzi. Cfr. (EN) William Green, Big Game Hunter, in Time, Londra, 19 giugno 2008. URL consultato il 14 luglio 2023. e (EN) The Royal Game of Ur, su luckydog.pwp.blueyonder.co.uk. URL consultato il 15 luglio 2023 (archiviato dall'url originale il 9 maggio 2005).
7. ↑  Non è ancora chiara l'associazione tra l'antico nome del gioco, "branco di cani", e la classificazione in "uccelli" delle pedine. Cfr. Finkel 2007, p. 23.
8. ↑  Per una versione approfondita del regolamento ricostruito del gioco, cfr. Finkel 2007, pp. 26-27 e Bell 1960, pp. 24-25.

### Riferimenti
1. 1 2 3 4  Finkel 2007, p. 16.
2. 1 2 3 4  Botermans 2006, p. 711.
3. 1 2 3  Bell 1960, p. 23.
4. 1 2  Piperno e Salvatori 1983, p. 173.
5. 1 2  Angiolino 2017, cap. Backgammon.
6. 1 2  Piperno e Salvatori 1983, p. 181.
7. 1 2 3 4 5 6  Becker 2007, p. 11.
8. 1 2 3 4 5 6 7 8  Finkel 2007, p. 17.
9. ↑  Piperno e Salvatori 1983, p. 183.
10. 1 2 3 4 5 6 7 8 9 10  (EN) William Green, Big Game Hunter, in Time, Londra, 19 giugno 2008. URL consultato il 14 luglio 2023.
11. 1 2  Donovan 2017, p. 13.
12. 1 2 3 4  Salvi 2019, p. 73.
13. ↑  Piperno e Salvatori 1983, pp. 186-187.
14. 1 2  Piperno e Salvatori 1983, p. 188.
15. ↑  Piperno e Salvatori 1983, p. 187.
16. 1 2 3 4  (EN) The Royal Game of Ur, su luckydog.pwp.blueyonder.co.uk. URL consultato il 15 luglio 2023 (archiviato dall'url originale il 9 maggio 2005).
17. 1 2 3 4 5 6 7  Botermans 2006, p. 712.
18. 1 2 3 4  Bell 1960, p. 25.
19. 1 2 3  (EN) Anne-Elizabeth Dunn-Vaturi, Board Games from Ancient Egypt and the Near East, su metmuseum.org, ottobre 2018.
20. ↑  (EN) Jenny Williams, Ancient Board Games: Senet and the Royal Game of Ur, su wired.com.
21. ↑  Duggan 2015, slide 17.
22. 1 2  Finkel 2007, p. 25.
23. 1 2 3 4 5 6 7 8 9 10 11 12 13 14  (EN) James Masters, Royal Game of Ur & The Game of 20 Square, su tradgames.org.uk. URL consultato il 15 luglio 2023.
24. 1 2 3  Donovan 2017, p. 16.
25. ↑  (EN) Brian Fitzgerald et al., Games and law: History, content, practice and law, in Brian Fitzgerald (a cura di), Open Content Licensing: Cultivating the Creative Commons, Sydney, Sydney University Press, 2007,  p. 197, ISBN 9781743322703.
26. 1 2 3 4 5  du Sautoy 2009, cap. Quante facce aveva il primo dado?.
27. 1 2 3 4 5 6 7  Salvi 2019, p. 72.
28. 1 2 3 4   Il gioco reale di Ur o gioco delle venti case, un antico gioco da tavolo egizio, su mostracleopatra.it, 3 gennaio 2019. URL consultato il 15 luglio 2023.
29. 1 2  Piperno e Salvatori 1983, p. 179.
30. ↑  Bell 1960, p. 26.
31. ↑  Duggan 2015, slide 29-30 e 38.
32. ↑  Becker 2007, pp. 11-12.
33. 1 2 3 4 5 6 7 8  Bell 1960, p. 24.
34. ↑  Becker 2007, p. 12.
35. 1 2  Finkel 2007, p. 21.
36. ↑  Angiolino 2017, cap. Astragali.
37. ↑  Duggan 2015, slide 35 e 39.
38. 1 2 3  Finkel 2007, p. 22.
39. ↑  Botermans 2006, p. 715.
40. 1 2  Botermans 2006, p. 713.
41. 1 2 3 4 5  Donovan 2017, p. 14.
42. 1 2  Bell 1960, pp. 24-25.
43. ↑  Duggan 2015, slide 26.
44. 1 2  Finkel 2007, p. 19.
45. 1 2 3 4  Finkel 2007, p. 23.
46. ↑  Duggan 2015, slide 32.
47. ↑  Finkel 2007, p. 24.
48. ↑  Duggan 2015, slide 23.
49. ↑  Botermans 2006, p. 717.
50. 1 2  Duggan 2015, slide 22.
51. ↑  Botermans 2006, pp. 714-721.
52. ↑  Duggan 2015, slide 25.
53. 1 2  Becker 2007, p. 13.
54. 1 2  Becker 2007, p. 14.
55. ↑  Duggan 2015, slide 27-28.